# 연방의회 (오스트리아)
연방의회(독일어: Bundesrat)는 양원제인 오스트리아 의회를 구성하는 상원이다. 하원인 국민의회와 함께 연방제 국가인 오스트리아의 입법을 맡고 있다.

## 같이 보기
- 오스트리아의 정치
- 국민의회 (오스트리아)